# Шпальт
Шпальт (нем. Spalt) — город в Германии, в земле Бавария.
Подчинён административному округу Средняя Франкония. Входит в состав района Рот. Население составляет 5002 человека (на 31 декабря 2010 года). Занимает площадь 55,80 км². Официальный код — 09 5 76 147.
Город подразделяется на 18 городских районов.

## Население
По оценке на 31 декабря 2015 года население общины Шпальт составляет 4988 чел. 

| Дата      | 1840 | 1871 | 1900 | 1925 | 1939 | 1950 | 1961 | 1970 | 1987 | 2011 |
| --------- | ---- | ---- | ---- | ---- | ---- | ---- | ---- | ---- | ---- | ---- |
| Население | 3962 | 4128 | 4144 | 4112 | 4016 | 5732 | 5124 | 5048 | 4830 | 4990 |

| Год       | 1960 | 1970 | 1980 | 1990 | 2000 | 2009 | 2010 | 2011 | 2012 | 2013 | 2014 | 2015 |
| --------- | ---- | ---- | ---- | ---- | ---- | ---- | ---- | ---- | ---- | ---- | ---- | ---- |
| Население | 5094 | 5067 | 4784 | 4958 | 5103 | 5042 | 5002 | 4993 | 4929 | 4918 | 4937 | 4988 |

## Города-побратимы
В 2006 году Шпальт и Сент-Клауд (Миннесота) стали городами-побратимами.